# Duton Hill
Duton Hill – przysiółek w Anglii, w Esseksie. Duton Hill było Dewton w 1570.